# Euhemicyclium planatum
Euhemicyclium planatum är en skalbaggsart som beskrevs av Schmidt 1909. Euhemicyclium planatum ingår i släktet Euhemicyclium och familjen Aphodiidae. Inga underarter finns listade i Catalogue of Life.